# Tarnīk
Tarnīk (persiska: ترنیک) är en ort i Iran.   Den ligger i provinsen Nordkhorasan, i den nordöstra delen av landet, 600 km öster om huvudstaden Teheran. Tarnīk ligger 1 260 meter över havet och antalet invånare är 237.
Terrängen runt Tarnīk är platt åt sydväst, men åt nordost är den kuperad. Runt Tarnīk är det ganska glesbefolkat, med 38 invånare per kvadratkilometer. Närmaste större samhälle är Qūchān, 19,5 km sydost om Tarnīk. Trakten runt Tarnīk består till största delen av jordbruksmark.